# 번트 머니
번트 머니(Plata Quemada, Burnt Money)는 우루과이에서 제작된 마르셀로 피네이로 감독의 2000년 범죄, 드라마, 멜로/로맨스, 스릴러 영화이다. 에두아르도 노리에가 등이 주연으로 출연하였고 오스카 크래머 등이 제작에 참여하였다.

## 출연

### 주연
- 에두아르도 노리에가
- 레오나르도 스바라글리아
- 파블로 에카리(스페인어판)
- 레티시아 브레디세(스페인어판)

### 조연
- 돌로레스 폰지

## 제작진
- 공동제작: 마리엘라 베수이에브스키
- 공동제작: 제라르도 헤르레로